# Église Sainte-Catherine de Provenchères-sur-Fave
Pour les articles homonymes, voir église Sainte-Catherine.
L'église Sainte-Catherine est une église catholique située à Provenchères-sur-Fave, dans le département des Vosges en France.

## Historique
L'église, de fondation romane, est reconstruite au début du XVIIIe siècle. La tour du XIIe siècle est surélevée et coiffée d'un bulbe en 1712.
Le clocher de l'édifice est classé au titre des monuments historiques par arrêté du 30 janvier 1995.